# Charles Woodruff
Pour les articles homonymes, voir Woodruff.
Charles Sherman Woodruff, né le 15 août 1844 à Cincinnati (Ohio) et mort le 6 septembre 1927 dans la même ville, est un archer américain. Sa femme Emily Woodruff est aussi une archère.

## Biographie
Aux Jeux olympiques d'été de 1904 se tenant à Saint-Louis, Charles Woodruff remporte la médaille d'argent par équipe avec les Cincinnati Archers. Il se classe quatrième de l'épreuve individuelle de double american round et huitième du concours individuel de double york round.